# Edith Klarin
Edith Natalia Klarin, född 9 juni 1900 i Kviinge, död 9 januari 1944 i Stockholm, var en svensk näringsfysiolog och folkbildare. Hon var den första biokemiskt utbildade näringsfysiologen i Sverige som kombinerade vetenskap med praktisk kunskap. Hon var en pionjär inom modern näringslära och förespråkade förbättrade kostvanor.

## Biografi
Edith Klarins far var handelsman. Hon utbildade sig till skolkökslärare vid Fackskolan för huslig ekonomi i Uppsala och vidareutbildade sig sedan vid lantbruksinstitutet i Alnarp. Hon tjänstgjorde därefter som lärarinna vid Fackskolan för huslig ekonomi under åren 1925–1929 och reste därefter som Sverige-Amerikastiftelsens stipendiat till USA för kandidatstudier vid Columbia University i New York. År 1936 avlade hon en filosofie doktorsexamen i näringsfysiologi vid University of Wisconsin i Madison. Hon hade ett nära samarbete med näringsfysiologen professor Henry C Sherman och biokemisten professor Harry Steenbock.
Vid återkomsten till Sverige 1936 började Edith Klarin arbeta vid det nyskapade Näringsrådet och gjorde en utredning om kostförhållandena vid sjukhusen och föreslog lösningar på hur allvarliga brister i sjukhusmaten skulle kunna åtgärdas. År 1937 medverkade hon som sakkunnig i utredningen om ”Lagstiftning om vitaminiserade livsmedel och om kringföringshandel med kött och charkuterivaror”. Från 1939 var hon näringskonsulent och födoämnesexpert vid Stockholms stads sjukhusdirektion med ansvar för sjukhusens livsmedels- och matfrågor.
Edith Klarin höll under 1930-talets slut kurser för Kooperativa Förbundet och Sveriges Husmodersföreningars Riksförbund om hur konsumenten kunde äta billigt och näringsriktigt. Efter att andra världskriget brutit ut kom hon att verka som expert i Statens informationsstyrelses organ Aktiv hushållning, som informerade hushållen om hur de bättre skulle kunna tillvarata de ransonerade livsmedlen i dyrtiden. I detta arbete tog Edith Klarin också fram utställningen ”Folkhushållning i kristid”. Edith Klarin arbetade tillsammans med Sveriges Husmodersföreningars Riksförbund och definierade begreppet skyddsfödoämnen för att beskriva de livsmedel som skyddade kroppens funktioner bäst genom sitt rika innehåll av näring och vitaminer. Hon arbetade samtidigt som lärare vid Ateneum för flickor (Norrmalms kommunala flickskola från år 1939) i Stockholm.
Edith Klarin var folkbildare och föreläste om hur människor skulle kunna undvika bristsjukdomar och ohälsa på grund av en ensidigt sammansatt kost. Hon arbetade med landsomfattande kostupplysningsverksamhet och gjorde näringsforskningens landvinningar allmänt tillgängliga med både tidningsartiklar och radioföredrag. En viktig utgångspunkt för Edith Klarin var att folkhälsa var ett resultat av ett förebyggande arbete snarare än genom botandet av bristsjukdomar. Hon hade ett jämställdhetsperspektiv och menade att kostupplysningsarbetet inte bara skulle inrikta sig på husmödrarna utan också på männen, vars smak och vanor ofta dikterade kosthållningen i hemmen.
Edith Klarin publicerade flera böcker inom ämnena näringsfysiologi och livsmedelshantering, bland andra Näringslära: en vägledning för hem och skola, 1937, Närings- och födoämneslära, 1939, och kristidsskriften Mat som är värd sitt pris, 1940. Edith Klarin anpassade därtill amerikanen Henry C Shermans bok Food and Health till svenska förhållanden tillsammans med professor Hilding Berglund, och den gavs ut under titeln Vår hälsa och vår föda, 1936.
Edith Klarin var fram till sin död ordförande för Stockholms Zontaklubb. Hon avled år 1944 och är gravsatt på Norra Åkarps Kyrkogård.